# Голубець Михайло Андрійович
Михайло Андрійович Голубець (30 жовтня 1930, с. Великий Любінь, тепер Львівська область, Україна — 14 серпня 2016, Львів) — український державний та політичний діяч, народний депутат України 1-го скликання, доктор біологічних наук, професор, академік Національної академії наук України, заслужений діяч науки і техніки України, лауреат Державної премії України в галузі науки і техніки, віце-президент Лісівничої академії наук України, почесний директор Інституту екології Карпат НАН України, почесний доктор Львівського національного університету імені Івана Франка. Батько мистецтвознавців Ореста Голубця та Ростислави Грималюк.

## Біографія
Народився 30 жовтня 1930 року в селищі Великий Любінь, тепер Львівського району Львівської області. У 1953 році здобув вищу освіту, закінчивши Львівський сільськогосподарський інститут. Спеціальність за дипломом про вищу освіту — «Екологія та лісознавство», кваліфікація — «Інженер лісового господарства». Розпочав наукову діяльність 1953 року аспірантом, згодом (з 1954) — викладач Львівського сільськогосподарського інституту та Львівського лісотехнічного інституту, де працював до 1957 року.
1960 року захищає дисертацію на здобуття наукового ступеня кандидата сільськогосподарських наук. До 1962 року був молодшим, старшим науковим співробітником Науково-дослідного інституту землеробства і тваринництва західних районів УРСР. Від 1962 року М. А. Голубець працював у наукових установах Академії наук УРСР — спочатку старшим науковим співробітником Науково-природознавчого музею, відтак старшим науковим співробітником відділу експериментальної екології й біоценології Інституту ботаніки імені М. Г. Холодного АН УРСР, завідувачем відділу та директором Державного природознавчого музею.
1969 року захищає дисертацію «Ялинові ліси Українських Карпат», за результатами захисту якої здобуває науковий ступінь доктора біологічних наук за спеціальністю 094 — ботаніка. Дисертаційну роботу захищав у Ботанічному інституті імені Комарова АН СРСР.
З 1974 року — заступник директора з наукової роботи Інституту ботаніки імені М. Г. Холодного АН УРСР і керівник Львівського відділення цього ж інституту. Протягом 1974—1995 років працював за сумісництвом на посаді професора кафедри морфології і систематики рослин Львівського державного університету імені Івана Франка.
1978 року — присвоєно вчене звання професора, обраний член-кореспондентом АН України. У період з 1991 по 2007 роки вчений очолював Інститут екології Карпат НАН України, з 2008 року — почесний директор цього ж наукового закладу.
З 1990 року — академік НАН України.
Підготовку фахівців здійснював за напрямками «Екологія», «Ботаніка», «Лісознавство і лісівництво». Науково-педагогічний стаж роботи професора Голубця М. А. становить 55 років. Був дійсним членом НАН України, Екологічної академії наук України; членом спеціалізованих рад Львівського національного університету ветеринарної медицини та біотехнологій імені С. З. Гжицького (екологія), Івано-Франківського національного технічного університету нафти і газу України (екологічна безпека) та географічного факультету Львівського національного університету імені Івана Франка (конструктивна географія і раціональне використання природних ресурсів); дійсним членом Наукового товариства імені Шевченка.
Був членом редколегій низки наукових часописів, серед яких: «Біологічні студії» («Studia Biologica»), «Екологія і ноосферологія», «Наукові праці Лісівничої академії наук України», «Український ботанічний журнал».
Був українським куратором проєкту МАБ-6а програми ЮНЕСКО «Людина і біосфера», головою секцій «Фундаментальні та прикладні проблеми екології» Наукової ради з навколишнього середовища і сталого розвитку НАН України й «Екологія, загальна біологія та охорона природи» ЗНЦ НАН України та МОН України.

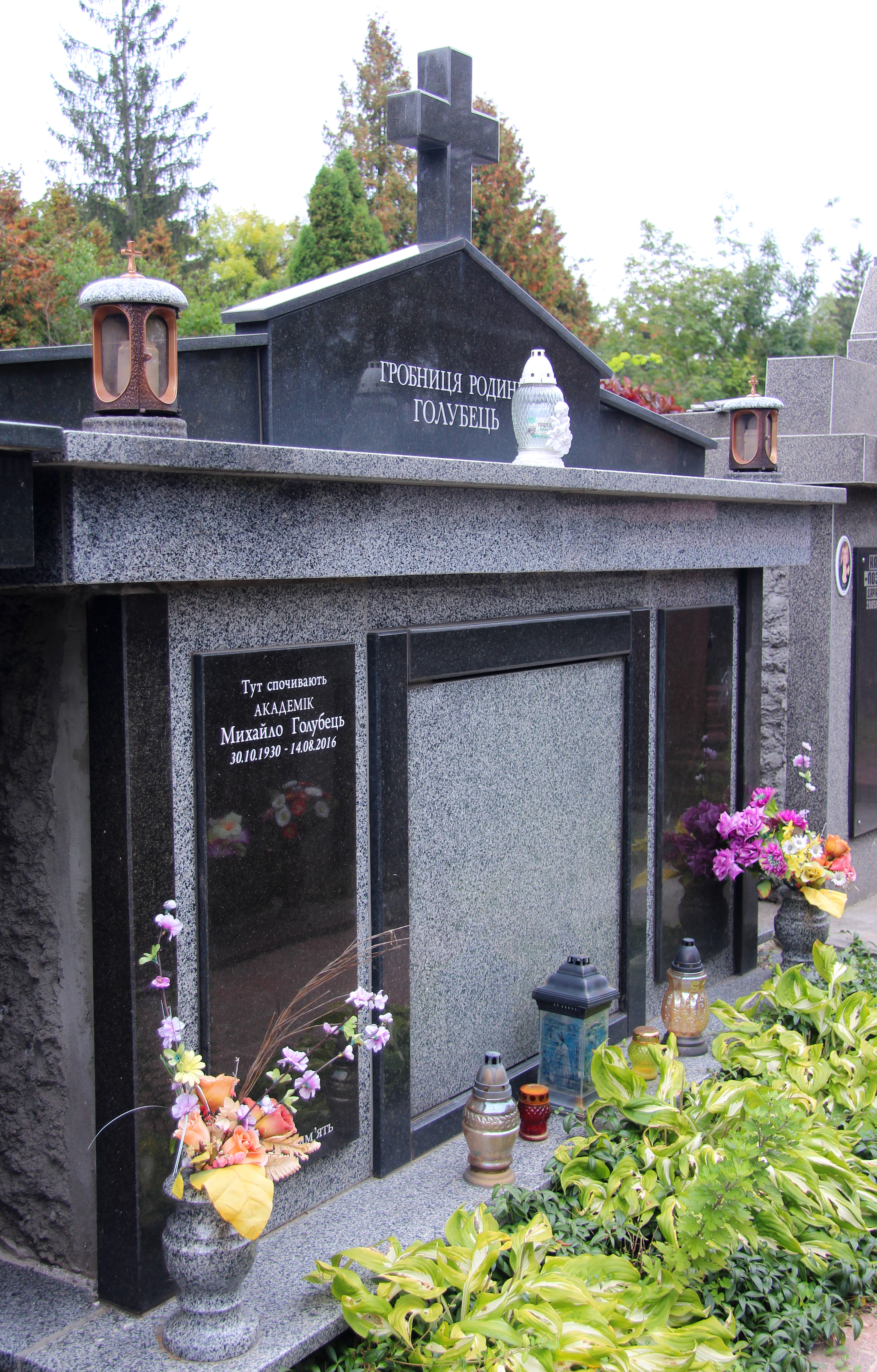
Гробівець родини Голубців на 59 полі Янівського цвинтаря

Помер 14 серпня 2016 року у віці 85 років у Львові. Був похований 17 серпня в родинному гробівці на 59 полі Янівського цвинтаря.

## Громадсько-політична діяльність
1989—1990 — член Народного Руху України.
1990—1994 — народний депутат України, голова підкомісії з питань екології та охорони навколишнього природного середовища, учасник розробки і підписання документів Біловезької зустрічі, під час якої було припинено існування СРСР.
1995—1996 — член Львівського облвиконкому.
1996—2002 — член Львівського міськвиконкому, заступник голови Львівської Крайової організації Конгресу української інтелігенції.
Відомий своїми публіцистичними творами про Народний Рух України (1998), Біловезьку зустріч глав держав Білорусі, Росії та України (2001), про наслідки русифікації української мови (2006), «Дерево життя» (2008) та іншими.

## Наукові праці
Основний напрям наукових досліджень професора Голубця М. А. — структурно-функціональна організація наземних екосистем і геосоціосистем, перспективи управління соціосферними процесами. Керівництво аспірантурою вчений здійснює від 1965 року. Під його керівництвом захищено 5 докторських і 17 кандидатських дисертацій.
Значну увагу Михайло Андрійович приділяв різним питанням ейдології (плівка життя, типологія тощо).
Михайло Голубець — автор близько 500 наукових праць, у тому числі 19 монографій, і редактор майже тридцяти колективних монографій (рос.)
- Голубець М. А. Ельники Украинских Карпат. — К.: Наукова думка, 1978. — 264 с.
- Голубець М. А. Плівка життя. — Львів: Поллі, 1997. — 185 с.
- Голубець М. А. Від біосфери до соціосфери. — Львів: Поллі, 1997. — 252 с.
- Голубец М. А. Актуальные вопросы экологии. — К.: Наукова думка, 1982. — 158 с.(рос.)
- Голубець М. А. Екосистемологія. — Львів: Поллі, 2000. — 316 с.
- Голубець М. А. Екологічний потенціал наземних екосистем. — Львів: Поллі, 2003. — 180 с.[9]
- Голубець М. А. Вступ до геосоціосистемології. — Львів: Поллі, 2005. — 199 с.
- Голубець М. А. Русифікація — люмпенізація — вульгаризація. — Львів: Поллі, 2006. — 44 c.
- Голубець М. А. Геосоціосистемологія. — Львів: Компанія «Манускрипт», 2013. — 264 с.
- Голубець М. А. Розвиток «сталий» чи «збалансований»? / М. А. Голубець // Український географічний журнал. — 2006. — № 2. — С. 66–69.
- Голубець М. А. Середовищезнавство (інвайронментологія). — Львів: Компанія «Манускрипт», 2010. — 176 с.[10]
- Концептуальні засади сталого розвитку гірського регіону / М. А. Голубець, П. С. Гнатів, М. П. Козловський та ін. За ред. акад. М. А. Голубця. — Львів: Поллі, 2007. — 288 с.
- Голубець М. А. Біловезька зустріч — крах імперії зла. — Львів: Манускрипт, 2011. — 116 с.
- Голубець М. А. На захист рідної мови й культури мовлення. — Львів: Манускрипт, 2011. — 56 с.
- Голубець М. А. Ретроспектива і перспектива лісової типології. — Львів: Поллі, 2007. — 76 с.
- Голубець М. А. Типологічне впорядкування різноманітності лісових угрупувань України. — Львів: Манускрипт, 2010. — 36 с.

## Нагороди і звання
- Заслужений діяч науки і техніки України (1992);
- лауреат державної премії в галузі науки і техніки України за 2005 рік;
- орден «За заслуги» ІІІ ступеня.
- почесний доктор Львівського національного університету імені Івана Франка (2012 рік)[4]